# Олександр II (російський імператор)
Олекса́ндр II (17 [29] квітня 1818 — 1 [13] березня 1881) — російський імператор з 1855 до 1881 року. Старший син Миколи І. Належав до Гольштейн-Готторп-Романівської династії. Відомий ворожим ставленням до польського та українського національних рухів. Провів низку реформ, зокрема скасував кріпацтво.
У російській та болгарській історіографії відомий за епітетом «Визволитель» (відповідно, за скасування кріпацтва та за припинення османського панування над Болгарією в результаті російсько-турецької війни 1877—1878 років).

## Правління
Коронований 18 лютого 1855 року, під час Кримської війни. Бойові дії закінчились у серпні 1855 року, після залишення російської армією Малахова кургану та південної сторони Севастополя. Закінчення війни було оформлено у березні 1856 року Паризьким мирним договором.
Першим рокам правління було притаманне лібералізація та ослаблення державного контролю над суспільством. 1855 року закритий Вищий цензурний комітет. Була проголошена амністія політичним в'язням, декабристам, петрашевцям та учасникам Польського повстання 1830 року. 1857 року ліквідовані військові поселення.
Поразка Російської імперії у Кримській війні 1853—1856 років, криза економічного розвитку країни, національно-визвольний рух стали поштовхом для реформування держави. У січні 1857 року розпочав роботу таємний комітет з підготовки селянської реформи у складі 11 осіб.
Імплементація селянської реформи розпочалась у 1861 році. 19 лютого 1861 року був оприлюднений Маніфест про скасування кріпосного права. Історики по-різному оцінюють наслідки земельної реформи. За думкою одних, вона була здійснена в інтересах землевласників, а селяни потрапляли у нову економічну залежність від поміщиків, тому що були змушені викуповувати або орендувати землю у останніх. Інші підкреслюють, що за 20 років після реформи економічні показники сільського господарства покращилися, а значна доля селян, які не знайшли місце в нових умовах, стали трудовою базою для зростання промисловості. Класик української літератури Панас Мирний назвав реформу «Голодною волею».
Були також проведені інші реформи Російської імперії:
- Військова (з 1862)
- Університетська (з 1863)
- Земська (1864)
- Судова (з 1864)
- Міська (з 1870)

Після польського повстання 1863 року царський режим перейшов до більш реакційної політики.
У зовнішній політиці Олександр II дотримувався пронімецької орієнтації, особливу увагу приділяв т. зв. східному питанню. Взяв курс на жорстке підкорення гірських народів Кавказу.

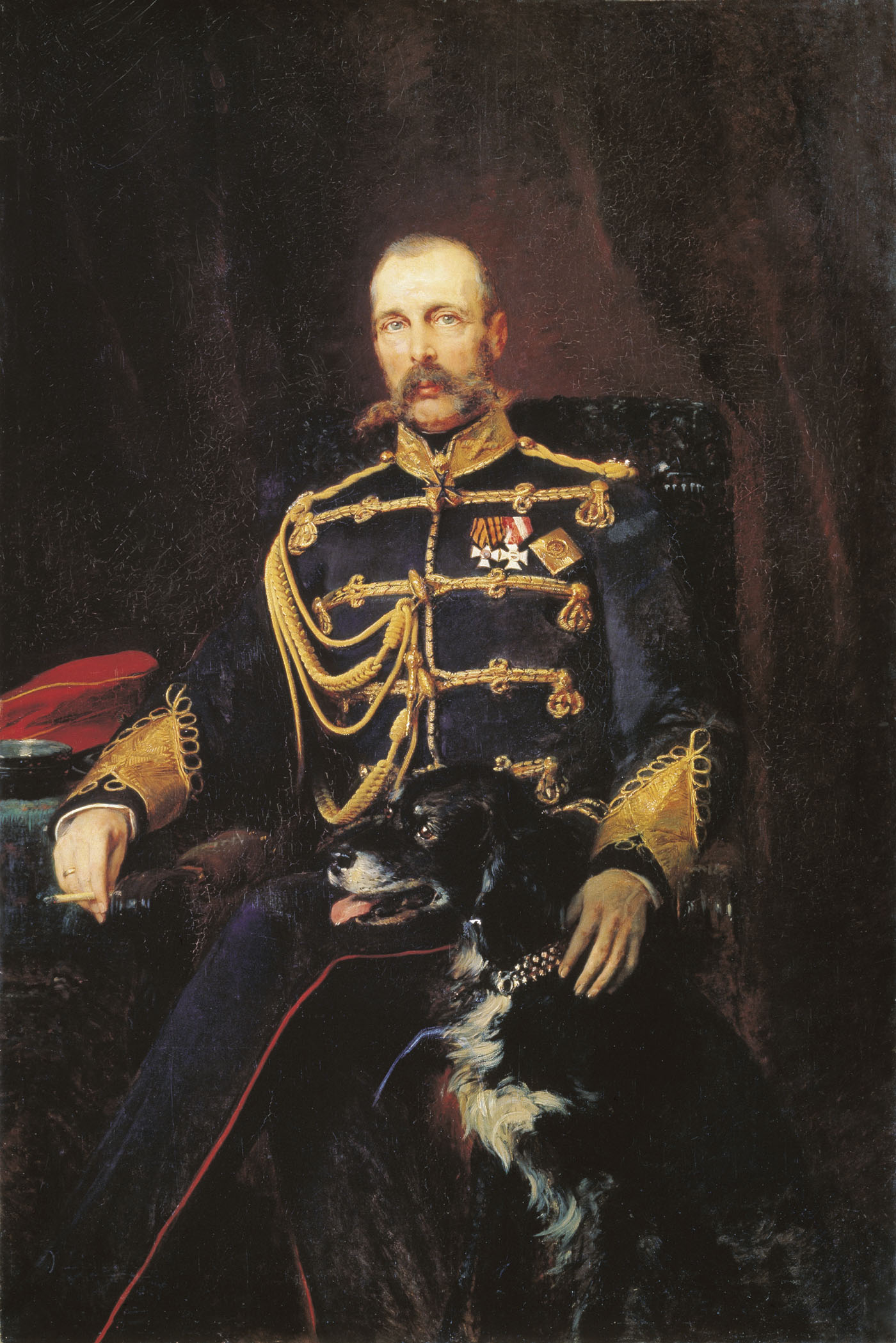
Александр II. Костянтин Маковський (1881)

У 1877—1878 роках прагнучи зміцнити позиції Російської імперії на Балканах, вів війну з Османською імперією.
За Олександра II до Росії було приєднано Північний Кавказ, завойовано значну частину Середньої Азії. У 1863—1864 роках жорстоко придушив національно-визвольне повстання у Польщі.
У російській історіографії та пропаганді відомий з епітетом «Визволитель», у інших народів термін «визволитель» використовується радше в саркастичному тоні[джерело?]. Серед революційної опозиції за жорстокі репресії та улюблений спосіб страти щодо своїх опонентів отримав прізвисько «Вішальник»

## Національна політика
22 січня (3 лютого) 1863 року розпочалось національно-визвольне повстання на території Польщі, Литви, Білорусі та Правобережної України. До травня 1864 року повстання було придушене російським військами. За причетність до повстання було страчено 128 людей, 12 500 — заслано в інші місцевості (частина з них пізніше підняла Кругобайкальське повстання 1866 року), 800 відправлено на |каторгу.
Повстання спричинило посилення політики жорсткої русифікації поляків, білорусів та українців. Реформована початкова школа ставила задачею виховання дітей у дусі самодержавства та православної віри. На території Холмщини царат ухвалив рішення перевести в православ'я храми, які належали Холмській греко-католицькій єпархії. Ці дії зустріли масовий спротив, який придушувався силовими методами. Відомий випадок розстрілу мирних мешканців села Пратулин за неприйняття російської церкви. 24 січня (5 лютого) 1874 року віряни зібрались біля церкви, солдати російської армії стали в них стріляти. Загинуло 13 людей, які були канонізовані католицькою церквою як пратулинські мученики.
У розпал січневого повстання імператор схвалив Валуєвський циркуляр про призупинення друку українською мовою. До пропуску цензурою дозволялись лише «только такие произведения на этом языке, которые принадлежат к области изящной литературы» (рос.). У 1876 році Олександр II підписав Емський указ щодо заборони викладання української мови.
Проводилась політика заступництва щодо литовців та латишів, оскільки серед цих народів вбачалася противага полякам.
У 1863—1867 роках росіяни організували масову депортацію черкесів (адигів) з берегу Чорного моря в Османську імперію. Половина депортованих потонули у Чорному морі, а ще половина з 1 мільйону тих, хто прибув, загинули через спалах хвороб. Ця депортація — після столітнього винищення у російсько-кавказькій війні — стала фінальним актом геноциду черкесів.
За Олександра II відбувалися деякі зміни в антисемітській політиці Російської імперії щодо євреїв. Так, рядом указів, випущених з 1859 по 1880 роки, частина єврейського населення, як-от купці першої гільдії (з 1859), особи з вищою освітою (з 1861), лікарі (закони 1865, 1866, 1867), отримала право проживання поза «межею осілості». У вищих навчальних закладах із 1880-х років діяла процентна норма — припустимий максимум студентів-євреїв (3 % у столицях, 5 % в інших містах, 10 % у межі осілості). Ремісничі цехи у всіх містах, крім Одеси, у 1880-х роках були розпущені.

## Замах на вбивство та смерть
Було здійснено кілька замахів на вбивство Олександра II (1866, 1867, двічі у 1879, 1880 роки).
Останній замах здійснений 1 березня 1881 у Петербурзі терористичною групою Народна воля. Бомбу для замаху виготовив Микола Кибальчич, винахідник і революціонер українського походження. Безпосередньо кидання бомби було доручено Ігнатію Гриневецькому, Михайлу Тимофеєву, Івану Ємельянову, Миколі Русакову. Останній кинув першу бомбу у екіпаж імператора, однак після першого вибуху Олександр II не загинув. Другий вибух від рук Ігнатія Гриневицького став смертельним.

## Пам'ять

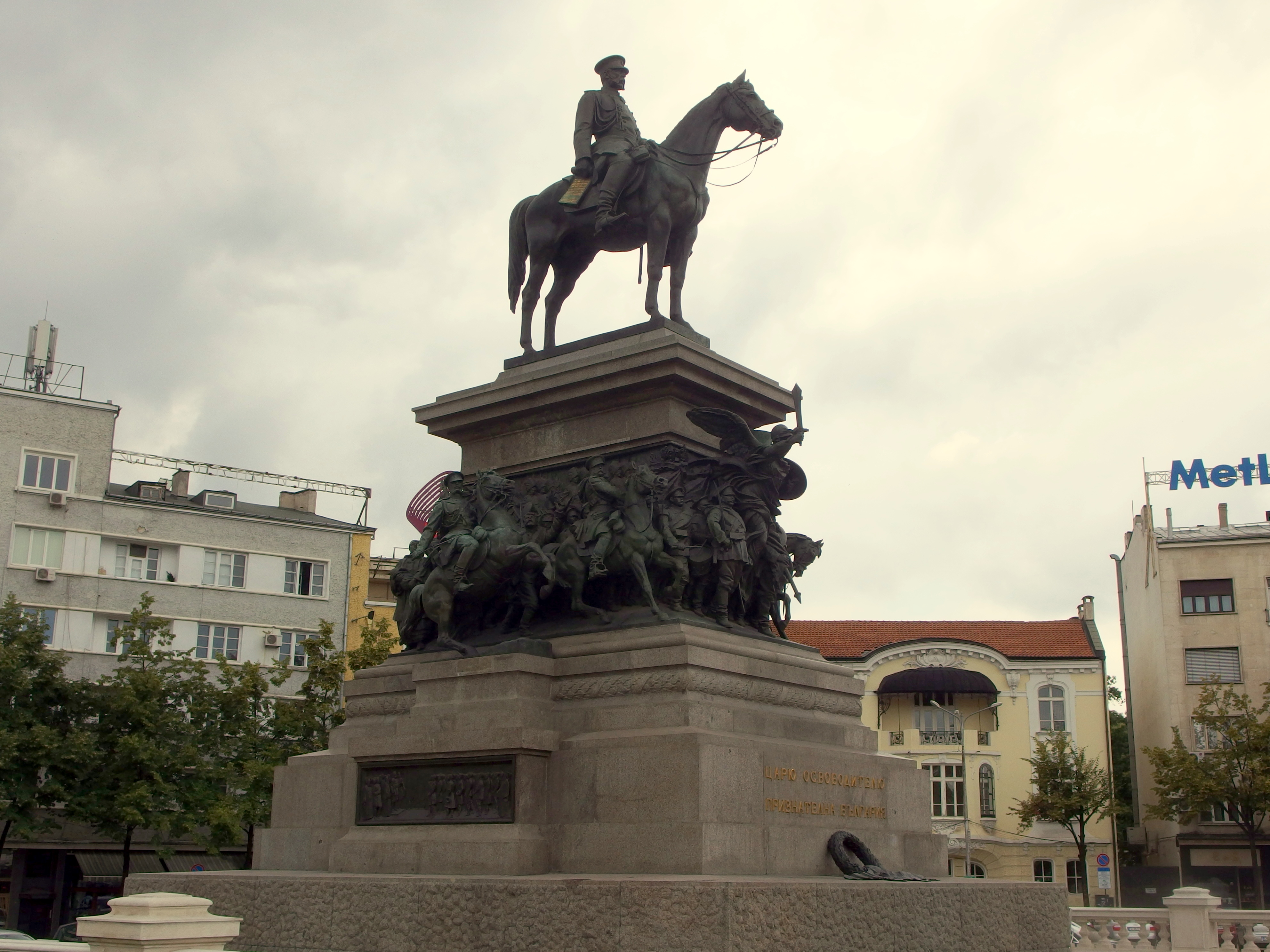
пам'ятник Царю-Визволителю, Софія

На місці загибелі Олександра II у Петербузі споруджений Храм Воскресіння Христового, більш відомий як Спас на Крові.
На честь загиблого царя було названо багато вулиць у різних містах імперії, більшість з яких пізніше було перейменовано. Існують вулиці його імені в Софії та Тампере.
1894 року в Гельсінкі було встановлено пам'ятник імператорові.
1907 року в Софії встановлений пам'ятник Царю-Визволителю.
В Одесі збереглася Олександрівська колона, встановлена на честь імператора.
Зберігся пам'ятник на території Київської картинної галереї.
В одному зі святих місць Польщі — Ченстохові пам'ятник Олександру II, встановлений у 1889 році, мав передбачену спеціальну будку для охорони. Незважаючи на це, «вдячні» поляки його двічі намагались підірвати в 1904 і в 1907 роках, а після відновлення державності у 1917 році пам'ятник знесли і на його місці встановили скульптуру Діви Марії. Загалом у Польщі було знесено або перероблено на більш «нейтральні» велику кількість пам'ятників Олександрові II та іншим окупантам, щоб, як пише автор замітки, «зображення тиранів і злочинців більше не лякали паломників та відвідувачів історичних святих місць».

## Родовід
|  |                                                          |  |  |  |  |  |  |  |  |  |  |  |  |  |  |  |
|  | Карл Фрідріх                                             |  |  |  |  |  |  |  |  |  |  |  |  |  |  |  |
|  |                                                          |  |  |  |  |  |  |  |  |  |  |  |  |  |  |  |
|  |                                                          |  |  |  |  |  |  |  |  |  |  |  |  |  |  |  |
|  | Петро III                                                |  |  |  |  |  |  |  |  |  |  |  |  |  |  |  |
|  |                                                          |  |  |  |  |  |  |  |  |  |  |  |  |  |  |  |
|  |                                                          |  |  |  |  |  |  |  |  |  |  |  |  |  |  |  |
|  | Анна Петрівна                                            |  |  |  |  |  |  |  |  |  |  |  |  |  |  |  |
|  |                                                          |  |  |  |  |  |  |  |  |  |  |  |  |  |  |  |
|  |                                                          |  |  |  |  |  |  |  |  |  |  |  |  |  |  |  |
|  | Павло I                                                  |  |  |  |  |  |  |  |  |  |  |  |  |  |  |  |
|  |                                                          |  |  |  |  |  |  |  |  |  |  |  |  |  |  |  |
|  |                                                          |  |  |  |  |  |  |  |  |  |  |  |  |  |  |  |
|  | Христіан Авґуст Ангальт-Цербстський                      |  |  |  |  |  |  |  |  |  |  |  |  |  |  |  |
|  |                                                          |  |  |  |  |  |  |  |  |  |  |  |  |  |  |  |
|  |                                                          |  |  |  |  |  |  |  |  |  |  |  |  |  |  |  |
|  | Катерина II                                              |  |  |  |  |  |  |  |  |  |  |  |  |  |  |  |
|  |                                                          |  |  |  |  |  |  |  |  |  |  |  |  |  |  |  |
|  |                                                          |  |  |  |  |  |  |  |  |  |  |  |  |  |  |  |
|  | Йоганна Єлизавета Гольштейн-Готторпська                  |  |  |  |  |  |  |  |  |  |  |  |  |  |  |  |
|  |                                                          |  |  |  |  |  |  |  |  |  |  |  |  |  |  |  |
|  |                                                          |  |  |  |  |  |  |  |  |  |  |  |  |  |  |  |
|  | Микола I                                                 |  |  |  |  |  |  |  |  |  |  |  |  |  |  |  |
|  |                                                          |  |  |  |  |  |  |  |  |  |  |  |  |  |  |  |
|  |                                                          |  |  |  |  |  |  |  |  |  |  |  |  |  |  |  |
|  | Карл Александр                                           |  |  |  |  |  |  |  |  |  |  |  |  |  |  |  |
|  |                                                          |  |  |  |  |  |  |  |  |  |  |  |  |  |  |  |
|  |                                                          |  |  |  |  |  |  |  |  |  |  |  |  |  |  |  |
|  | Фрідріх II                                               |  |  |  |  |  |  |  |  |  |  |  |  |  |  |  |
|  |                                                          |  |  |  |  |  |  |  |  |  |  |  |  |  |  |  |
|  |                                                          |  |  |  |  |  |  |  |  |  |  |  |  |  |  |  |
|  | Марія Августа Турн-унд-Таксіс                            |  |  |  |  |  |  |  |  |  |  |  |  |  |  |  |
|  |                                                          |  |  |  |  |  |  |  |  |  |  |  |  |  |  |  |
|  |                                                          |  |  |  |  |  |  |  |  |  |  |  |  |  |  |  |
|  | Марія Федорівна                                          |  |  |  |  |  |  |  |  |  |  |  |  |  |  |  |
|  |                                                          |  |  |  |  |  |  |  |  |  |  |  |  |  |  |  |
|  |                                                          |  |  |  |  |  |  |  |  |  |  |  |  |  |  |  |
|  | Фредерік Вільгельм Бранденбург-Шведтський                |  |  |  |  |  |  |  |  |  |  |  |  |  |  |  |
|  |                                                          |  |  |  |  |  |  |  |  |  |  |  |  |  |  |  |
|  |                                                          |  |  |  |  |  |  |  |  |  |  |  |  |  |  |  |
|  | Фредеріка Бранденбург-Шведтська                          |  |  |  |  |  |  |  |  |  |  |  |  |  |  |  |
|  |                                                          |  |  |  |  |  |  |  |  |  |  |  |  |  |  |  |
|  |                                                          |  |  |  |  |  |  |  |  |  |  |  |  |  |  |  |
|  | Софія Доротея Марія Прусська                             |  |  |  |  |  |  |  |  |  |  |  |  |  |  |  |
|  |                                                          |  |  |  |  |  |  |  |  |  |  |  |  |  |  |  |
|  |                                                          |  |  |  |  |  |  |  |  |  |  |  |  |  |  |  |
|  | Олександр II                                             |  |  |  |  |  |  |  |  |  |  |  |  |  |  |  |
|  |                                                          |  |  |  |  |  |  |  |  |  |  |  |  |  |  |  |
|  |                                                          |  |  |  |  |  |  |  |  |  |  |  |  |  |  |  |
|  | Август Вільгельм Прусський                               |  |  |  |  |  |  |  |  |  |  |  |  |  |  |  |
|  |                                                          |  |  |  |  |  |  |  |  |  |  |  |  |  |  |  |
|  |                                                          |  |  |  |  |  |  |  |  |  |  |  |  |  |  |  |
|  | Фрідріх-Вільгельм II                                     |  |  |  |  |  |  |  |  |  |  |  |  |  |  |  |
|  |                                                          |  |  |  |  |  |  |  |  |  |  |  |  |  |  |  |
|  |                                                          |  |  |  |  |  |  |  |  |  |  |  |  |  |  |  |
|  | Луїза Амалія Брауншвейг-Вольфенбюттельська               |  |  |  |  |  |  |  |  |  |  |  |  |  |  |  |
|  |                                                          |  |  |  |  |  |  |  |  |  |  |  |  |  |  |  |
|  |                                                          |  |  |  |  |  |  |  |  |  |  |  |  |  |  |  |
|  | Фрідріх-Вільгельм III                                    |  |  |  |  |  |  |  |  |  |  |  |  |  |  |  |
|  |                                                          |  |  |  |  |  |  |  |  |  |  |  |  |  |  |  |
|  |                                                          |  |  |  |  |  |  |  |  |  |  |  |  |  |  |  |
|  | Людвіг IX                                                |  |  |  |  |  |  |  |  |  |  |  |  |  |  |  |
|  |                                                          |  |  |  |  |  |  |  |  |  |  |  |  |  |  |  |
|  |                                                          |  |  |  |  |  |  |  |  |  |  |  |  |  |  |  |
|  | Фрідеріка Луїза Гессен-Дармштадтська                     |  |  |  |  |  |  |  |  |  |  |  |  |  |  |  |
|  |                                                          |  |  |  |  |  |  |  |  |  |  |  |  |  |  |  |
|  |                                                          |  |  |  |  |  |  |  |  |  |  |  |  |  |  |  |
|  | Кароліна Пфальц-Цвайбрюкенська                           |  |  |  |  |  |  |  |  |  |  |  |  |  |  |  |
|  |                                                          |  |  |  |  |  |  |  |  |  |  |  |  |  |  |  |
|  |                                                          |  |  |  |  |  |  |  |  |  |  |  |  |  |  |  |
|  | Олександра Федорівна                                     |  |  |  |  |  |  |  |  |  |  |  |  |  |  |  |
|  |                                                          |  |  |  |  |  |  |  |  |  |  |  |  |  |  |  |
|  |                                                          |  |  |  |  |  |  |  |  |  |  |  |  |  |  |  |
|  | Карл Мекленбург-Стреліцький                              |  |  |  |  |  |  |  |  |  |  |  |  |  |  |  |
|  |                                                          |  |  |  |  |  |  |  |  |  |  |  |  |  |  |  |
|  |                                                          |  |  |  |  |  |  |  |  |  |  |  |  |  |  |  |
|  | Карл II Мекленбурзький                                   |  |  |  |  |  |  |  |  |  |  |  |  |  |  |  |
|  |                                                          |  |  |  |  |  |  |  |  |  |  |  |  |  |  |  |
|  |                                                          |  |  |  |  |  |  |  |  |  |  |  |  |  |  |  |
|  | Єлизавета Альбертіна Саксен-Гільдбурггаузенська          |  |  |  |  |  |  |  |  |  |  |  |  |  |  |  |
|  |                                                          |  |  |  |  |  |  |  |  |  |  |  |  |  |  |  |
|  |                                                          |  |  |  |  |  |  |  |  |  |  |  |  |  |  |  |
|  | Луїза                                                    |  |  |  |  |  |  |  |  |  |  |  |  |  |  |  |
|  |                                                          |  |  |  |  |  |  |  |  |  |  |  |  |  |  |  |
|  |                                                          |  |  |  |  |  |  |  |  |  |  |  |  |  |  |  |
|  | Георг Вільгельм Гессен-Дармштадтський                    |  |  |  |  |  |  |  |  |  |  |  |  |  |  |  |
|  |                                                          |  |  |  |  |  |  |  |  |  |  |  |  |  |  |  |
|  |                                                          |  |  |  |  |  |  |  |  |  |  |  |  |  |  |  |
|  | Фредеріка Кароліна Луїза Гессен-Дармштадтська            |  |  |  |  |  |  |  |  |  |  |  |  |  |  |  |
|  |                                                          |  |  |  |  |  |  |  |  |  |  |  |  |  |  |  |
|  |                                                          |  |  |  |  |  |  |  |  |  |  |  |  |  |  |  |
|  | Марія Луїза Альбертіна Лейнінген-Дагсбург-Фалькенбурзька |  |  |  |  |  |  |  |  |  |  |  |  |  |  |  |
|  |                                                          |  |  |  |  |  |  |  |  |  |  |  |  |  |  |  |
|  |                                                          |  |  |  |  |  |  |  |  |  |  |  |  |  |  |  |

## Нагороди

### Російська імперія
- Орден Андрія Первозванного (29 квітня 1918)
- Орден Святого Олександра Невського (29 квітня 1918)
- Орден Святої Анни 1-го ступеня (29 квітня 1918)
- Орден Білого Орла (Царство Польське; 12 липня 1829)
- Орден Святого Володимира 1-го ступеня (1 січня 1846)
- Орден Святого Георгія
  - 4-го ступеня (10 листопада 1850)
  - 1-го ступеня (26 листопада 1869)
- Орден Святого Станіслава 1-го ступеня (11 червня 1865)
- Золота зброя «За хоробрість» з алмазами (28 листопада 1877)

### Франція
- Орден Святого Духа (Французьке королівство; 5 лютого 1824)
- Орден Почесного легіону, великий хрест (Друга французька імперія; 30 липня 1856)

### Прусське королівство
- Орден Чорного орла (10 червня 1826)
- Орден Червоного орла, великий хрест (10 червня 1826)
- Pour le Mérite
  - орден (8 грудня 1869)
  - дубове листя (8 грудня 1871)
  - великий хрест (24 квітня 1878)

### Вюртемберзьке королівство
- Орден Вюртемберзької корони, великий хрест (1829)
- Орден «За військові заслуги» (Вюртемберг), великий хрест (25 грудня 1850)

### Нідерланди
- Орден Нідерландського лева, великий хрест (2 грудня 1834)
- Орден Віллема, великий хрест (13 вересня 1855)

### Ганноверське королівство
- Королівський гвельфський орден, великий хрест (1838)
- Орден Святого Георгія (Ганновер) (1840)

### Велике герцогство Гессенське
- Орден Людвіга (Гессен), великий хрест (25 березня 1839)
- Орден Філіппа Великодушного, великий хрест (25 грудня 1843)
- Хрест «За військові заслуги» (Гессен) (16 травня 1878)

### Австрійська імперія
- Королівський угорський орден Святого Стефана, великий хрест (1839)
- Військовий орден Марії Терезії, лицарський хрест (1875)

### Велике герцогство Баденське
- Орден Вірності (Баден) (1839)
- Орден Церінгенського лева, великий хрест (1839)

### Бразильська імперія
- Орден Південного Хреста, великий хрест (15 травня 1845)
- Хрест Дона Педро I, великий хрест (14 лютого 1856)

### Сардинське королівство
- Вищий орден Святого Благовіщення (20 жовтня 1845)
- Орден Святих Маврикія та Лазаря, великий хрест (20 жовтня 1845)

### Османська імперія
- Орден Меджида 1-го ступеня (1 лютого 1860)
- Орден «Османіє» 1-го ступеня (25 травня 1871)

### Інші країни і доми
- Орден Серафимів (Шведсько-норвезька унія; 6 березня 1826)
- Орден Золотого руна (Іспанія; 14 травня 1826)
- Орден Святого Губерта (Баварське королівство; 1829)
- Орден Слона із золотим ланцюгом (Данія)
  - орден (23 квітня 1834)
  - ланцюг (1838)
- Орден Спасителя, великий хрест (Грецьке королівство; 8 листопада 1835)
- Орден Білого Сокола, великий хрест (Велике герцогство Саксен-Веймар-Айзенаське; 12 вересня 1838)
- Орден Святого Фердинанда за заслуги, великий хрест (Королівство Обох Сицилій; 20 січня 1839)
- Орден Рутової корони (Саксонське королівство; 1840)
- Орден дому Саксен-Ернестіне, великий хрест (червень 1847)
- Орден Заслуг герцога Петра-Фрідріха-Людвіга, великий хрест з золотою короною (Велике герцогство Ольденбурзьке; 27 вересня 1847)
- Орден Золотого лева (Гессен-Кассельське ландграфство; 18 серпня 1847)
- Орден Лева і Сонця 1-го ступеня (Каджарський Іран; 10 липня 1850)
- Константинівський орден Святого Георгія, великий хрест з ланцюгом (Пармське герцогство; 1851)
- Пояс трьох орденів (Португальське королівство; 27 листопада 1855)
- Орден Леопольда I, великий хрест з ланцюгом (Бельгія; 25 квітня 1856)
- Орден Золотого лева Нассау (травень 1858)
- Орден Вендської корони, великий хрест з короною в руді і золотим ланцюгом (Мекленбург; 21 червня 1864)
- Орден Мексиканського орла, великий хрест з ланцюгом (Мексиканська імперія; 1865)
- Орден Підв'язки (Британська імперія; 14 серпня 1867)
- Орден Святого Карла (Монако), великий хрест (7 березня 1873)
- Орден хризантеми з ланцюгом (Японська імперія; 27 квітня 1877)
- Орден Благородної Бухари (Бухарський емірат; 1881)
- Орден Святого Петра Цетинського (Князівство Чорногорія)
- Орден Корони Італії, великий хрест